# 利帕 (杜布諾區)
50°25′6″N 25°53′40″E / 50.41833°N 25.89444°E
利帕（烏克蘭語：Липа），是烏克蘭的村落，位於該國西北部羅夫諾州，由杜布諾區負責管轄，面積0.19平方公里，海拔高度234米，2001年人口500，人口密度每平方公里2,604.2人。